# Джей Ар Борн
Девід Борн (народився 8 квітня 1970 року), у професійній діяльності більш відомий як JR Bourne, — канадський актор. Він зіграв Кріса Арджента у всіх шести сезонах драматичного серіалу «Надприродне» «Вовчик» (2011–2017) і був частиною основного акторського складу останнього сезону. Борн також з’являвся як головний герой у містичній драмі «Десь поміж» (2017) і науково-фантастичній драмі «100» (2019–2020). Серед інших відомих телевізійних ролей — Мартуф /Ланташ у науково-фантастичній пригодницькій серії Showtime «Зоряна брама SG-1» (1998–2000), агент ЦРУ Едвардс у науково-фантастичній драмі «Fringe» (2009–2011) та Кенні Раян у драмі «Помста» (2012–2013).
Крім телебачення, Борн отримав дві нагороди Гуртка кінокритиків Ванкувера за найкращу чоловічу роль другого плану в канадському фільмі «На розі» у 2004 році та «Все позеленіло» у 2007 році  . У фільмі «На розі» його партнерами були Алекс Райс та Саймон Бейкер. А у кінострічці «Все позеленіло» з ним грали Пауло Костанцо й Стеф Сонг. Також, він отримав номінації за найкращу чоловічу роль другого плану в повнометражній драмі для обох фільмів на Leo Awards .  

## Благодійна діяльність
Племінниця Борна Медісон народилася з генетичним захворюванням муковісцидоз . Актор довгий час був членом Фонду кістозного фіброзу. В інтерв’ю MTV News Борн розповів, що коли вперше почав брати участь у конгресах для Teen Wolf, він зрозумів, наскільки дивовижною є платформа для збору грошей і поінформованості щодо діяльності фонду. 

## Фільмографія

### Фільми
| Рік  | Назва                          | Роль               | Примітки       |
| ---- | ------------------------------ | ------------------ | -------------- |
| 1994 | Поркарія                       | Стейнар Ейстейнсон | Короткий фільм |
| 1995 | Jungleground                   | Одін               |                |
| 1995 | Кінцева мета                   | Джосеф             |                |
| 1996 | Past Perfect                   | Швейцар            |                |
| 2001 | Море                           | Джоел              |                |
| 2001 | Антимонопольний                | Будинок 21 охорона |                |
| 2001 | Джозі і кішечки                | Власник магазину   |                |
| 2001 | Вигнанці в раю                 | Стів               |                |
| 2001 | Тринадцять привидів            | Бенджамін Мосс     |                |
| 2002 | Застряг                        | Берні              |                |
| 2002 | Історія обкладинки             | Марк Пек           |                |
| 2003 | Улюблена гра                   | Лео                |                |
| 2003 | В кутку                        | Кліффі             |                |
| 2004 | Правда про Міранду             | Хаммонд            |                |
| 2004 | Джинджер відривається: Початок | Джеймс             |                |
| 2005 | Шість демонів Емілі Роуз       | Рей                |                |
| 2005 | Шість фігур                    | Уорнер             |                |
| 2005 | Рахунок                        | Майкл Стокхолдер   |                |
| 2005 | Мертвий ліс                    | Картер             |                |
| 2005 | Нульова сума                   | Паркан             |                |
| 2006 | Все стало зеленим              | Брайс              |                |
| 2006 | Ефект метелика 2               | Малкольм Вільямс   |                |
| 2006 | Сестри                         | Ларрі Франклін     |                |
| 2006 | Неприродне та випадкове        | Патологоанатом     |                |
| 2008 | Хронічне місто                 | Трумен             |                |
| 2008 | Боги молодості                 | Браян Кларк        |                |
| 2010 | Нібито                         | Джордж Реплія      |                |
| 2011 | Відлітати                      | Пітер              |                |
| 2011 | Маленькі пташки                | Джон Греттон       |                |
| 2012 | Гальмо                         | Генрі Шоу          |                |
| 2017 | Frazier Park Recut             | Себе               |                |
| 2018 | Гостинність                    | Зейн Гірш          |                |
| 2023 | Вовченя: Фільм                 | Кріс Арджент       |                |

### Телебачення
| Рік             | Назва                             | Роль                           | Примітки                                                                    |
| --------------- | --------------------------------- | ------------------------------ | --------------------------------------------------------------------------- |
| 1995            | Дивна удача                       | Борден                         | Епізод: "The Box"                                                           |
| 1995–1996       | Побічні ефекти                    | Діно Берджесс                  | Роль гостя; 2 епізоди                                                       |
| 1996            | Вартовий                          | Кендрік                        | Епізод: "З минулого"                                                        |
| 1996            | Два                               | Британський агент Рідлі        | Епізод: "Армії ночі"                                                        |
| 1996            | Тисячоліття                       | Карл Неарман                   | Епізод: "Суддя"                                                             |
| 1996–1997       | Медісон                           | Елліот                         | Повторювана роль                                                            |
| 1997            | Правильні зв'язки                 | Дуглас Фрімен                  | Телевізійний фільм                                                          |
| 1998            | Інспектори                        | Дуейн                          | Телевізійний фільм                                                          |
| 1998            | Futuresport                       | Ерік Сайт                      | Телевізійний фільм                                                          |
| 1998            | Ворона: Сходи до раю              | Шейн Гант                      | Епізод: "Like It's 1999"                                                    |
| 1998            | Гадюка                            | Сет Кінкейд                    | Епізод: «Справді реальна реконструкція»                                     |
| 1998–2000, 2006 | Зоряні ворота SG-1                | Мартуф / Ланташ                | Повторювана роль                                                            |
| 1999            | Пістолет мерця                    | Френк Нойс                     | Епізод: "The Vine"                                                          |
| 1999            | Афтершок: землетрус у Нью-Йорку   | Джошуа Бінгем                  | Телевізійний міні-серіал                                                    |
| 2000            | Вища земля                        | Джейсон                        | Епізод: «Діти залишаються в кадрі»                                          |
| 2000            | Зовнішні межі                     | Дель Тінкер                    | Епізод: "Zig Zag"                                                           |
| 2000            | Поклик дикої природи              | Ендрю Мортон                   | Епізод: "Foxfire"                                                           |
| 2000–2001       | Жебраки та вибирачі               | Метт Паладін                   | Роль гостя; 2 епізоди                                                       |
| 2001            | Великий звук                      | Талісман Боббі                 | Роль гостя; 2 епізоди                                                       |
| 2001            | Поверніться до хатини біля озера  | Дж. Сі Реддік                  | Телевізійний фільм                                                          |
| 2002            | Єремія                            | Стін                           | Епізод: "Дотик"                                                             |
| 2002            | Сенсація                          | Кіт                            | Епізод: "Рейчел Ґласс і поганий, дуже поганий день"                         |
| 2003            | Андромеда                         | Маршал флоту Вільям Ататюрк    | Роль гостя; 2 епізоди                                                       |
| 2003            | Слово честі                       | Містер Пікард                  | Телевізійний фільм                                                          |
| 2004            | Century City                      | Рікі                           | Епізод: "Пілот"                                                             |
| 2004            | Ідеальний роман                   | Рік Медоуз                     | Телевізійний фільм                                                          |
| 2004–2005       | Холодний загін                    | Пол Дідс                       | Повторювана роль                                                            |
| 2005            | Продаж цноти                      | Малкольм Лоу                   | Телевізійний фільм                                                          |
| 2006            | Годіва                            | Сем                            | Повторювана роль                                                            |
| 2006            | Мертва зона                       | Натан Картер                   | Епізод: "Vortex"                                                            |
| 2007            | Супершторм                        | Ленс Резнік                    | Телевізійний міні-серіал                                                    |
| 2007            | CSI: Маямі                        | Стен Кілер                     | Епізод: "Man Down"                                                          |
| 2007            | C.S.I.: Місце злочину Маямі       | Джером Кесслер                 | Епізод: «Хороший, поганий і панна»                                          |
| 2007            | 24 (телесеріал)                   | Агент CTU Джонсон              | Епізод: "День 6: 20:00–21:00"                                               |
| 2007            | NCIS                              | Детектив метро Маршалл Коллінз | Епізод: "Lost & Found"                                                      |
| 2008            | Менталіст                         | Джеремі Хейл                   | Епізод: "Seeing Red"                                                        |
| 2008            | Одісей та острів туманів          | Перімед                        | Телевізійний фільм                                                          |
| 2008            | Скарб Великого каньйону           | Марко Ленгфорд                 | Телевізійний фільм                                                          |
| 2009–2011       | Бахрома                           | Агент ЦРУ Едвардс              | Роль гостя; 2 епізоди                                                       |
| 2010            | Морська поліція: Лос-Анджелес     | Даллас                         | Роль гостя; 2 епізод                                                        |
| 2010            | Таємниці Смолвіля                 | Доктор Бернард Чісхолм         | Епізод: «Змова»                                                             |
| 2010            | Холодна справа                    | Метт Доерті                    | Епізод: "Shattered"                                                         |
| 2011–2015       | Костюми                           | Семюель Талл                   | Роль гостя; 2 епізоди                                                       |
| 2011–2012       | Таємне коло                       | Ісаак                          | Повторювана роль                                                            |
| 2011            | Точка займання                    | Ден Лефевр                     | Епізод: "Wild Card"                                                         |
| 2011–2017       | Вовченя (телесеріал)              | Кріс Арджент                   | Повторювана роль (1–5 сезони); головна роль (6 сезон)                       |
| 2012–2013       | Помста                            | Кенні Раян                     | Повторювана роль                                                            |
| 2014            | Grand Theft Auto: Give Me Liberty | Детектив Аткінсон              | Телевізійний фільм                                                          |
| 2015            | Нереально (телесеріал)            | Білл ДеЯнг                     | Роль гостя                                                                  |
| 2015            | Стрілка                           | Джеремі Телль                  | Епізод: "Реставрація"                                                       |
| 2015            | Гріх проповідника                 | Еван Таннінг                   | Телевізійний фільм; також відомий як «Сповідь чоловіка».                    |
| 2015            | Задоволення                       | Баррі                          | Роль гостя                                                                  |
| 2016            | Вигнанець                         | Люк Мастерс                    | Епізод: «Зараз сам»                                                         |
| 2016            | Прототип                          | Ітан Кейл                      | Телевізійний фільм                                                          |
| 2016            | Побити Багса                      | Чоловік                        | Епізод: «Чому б нам не зробити це на дорозі»; голосова роль                 |
| 2016            | Її темне минуле                   | Пітер                          | Телевізійний фільм                                                          |
| 2017            | Десь між                          | Том Прайс                      | Головна роль                                                                |
| 2018            | Падаюча вода                      | Томас Долан                    | Повторювана роль                                                            |
| 2019–2020       | Сотня (телесеріал)                | Рассел Лайтборн VII            | Повторювана роль (6 сезон)                                                  |
| 2019–2020       |                                   | Малахія / Шейдхеда             | Головна роль (7 сезон)                                                      |
| 2021–2023       | Маянці (серіал)                   | Ісаак                          | Повторювана роль (3 сезон); гостьова роль (4 сезон); головна роль (5 сезон) |
| 2021            | На краю                           | Адам                           | Повторювана роль                                                            |

## Нагороди
| рік      | Нагороди                             | Категорія                                                   | Номінована робота | Результат   | Ref. |
| -------- | ------------------------------------ | ----------------------------------------------------------- | ----------------- | ----------- | ---- |
| 2003 рік | Премія Лео                           | Найкраща чоловіча роль другого плану в повнометражній драмі | В кутку           | Номінований |      |
| 2003 рік | Премія гуртка кінокритиків Ванкувера | Найкращий актор другого плану – канадський фільм            | В кутку           | Перемога    |      |
| 2006 рік | Премія Лео                           | Найкраща чоловіча роль другого плану в повнометражній драмі | Все стало зеленим | Номінований |      |
| 2006 рік | Премія гуртка кінокритиків Ванкувера | Найкращий актор другого плану – канадський фільм            | Все стало зеленим | Перемога    |      |